# Pavel Vasiljevič Čičagov
Pavel Vasiljevič Čičagov (rusky Павел Васильевич Чичагов, 27. červnajul./ 8. července 1767greg. v Petrohradu – 20. srpnajul./ 1. září 1849greg. v Paříži) byl ruský admirál.

## Život
Pavel byl synem admirála Vasilije Jakovleviče Čičagova. V roce 1772 vstoupil do carského válečného námořnictva jako adjutant svého otce a účastnil se v letech 1788–1790 rusko-švédské války jako velitel válečné lodě. Po studiu ve Velké Británii v letech 1792–1793 stal se členem nejužší družiny pozdějšího cara Alexandra I. Od prosince roku 1802 až do roku 1811 byl ministrem námořnictva ruské říše. Roku 1807 se stal admirálem.
Ve válce roku 1812 převzal po Kutuzovovi velení moldavské armády a s touto se snažil přehradit cestu ustupující Velké armádě. Stal se obětí geniálního manévru Napoleonova při přechodu Bereziny. Poté byl nucen předat velení armády generálu Barclay de Tolly. Byl penzionován a odešel poté do emigrace. Žil ve Francii a Itálii a psal své paměti, které byly v Rusku vydány až roku 1869 a 1870. Roku 1834 byl vyzván k návratu do Ruska, a když neuposlechl, byly jeho ruské statky zkonfiskovány. Nakonec získal anglické občanství.